# Rolleston (Neuseeland)

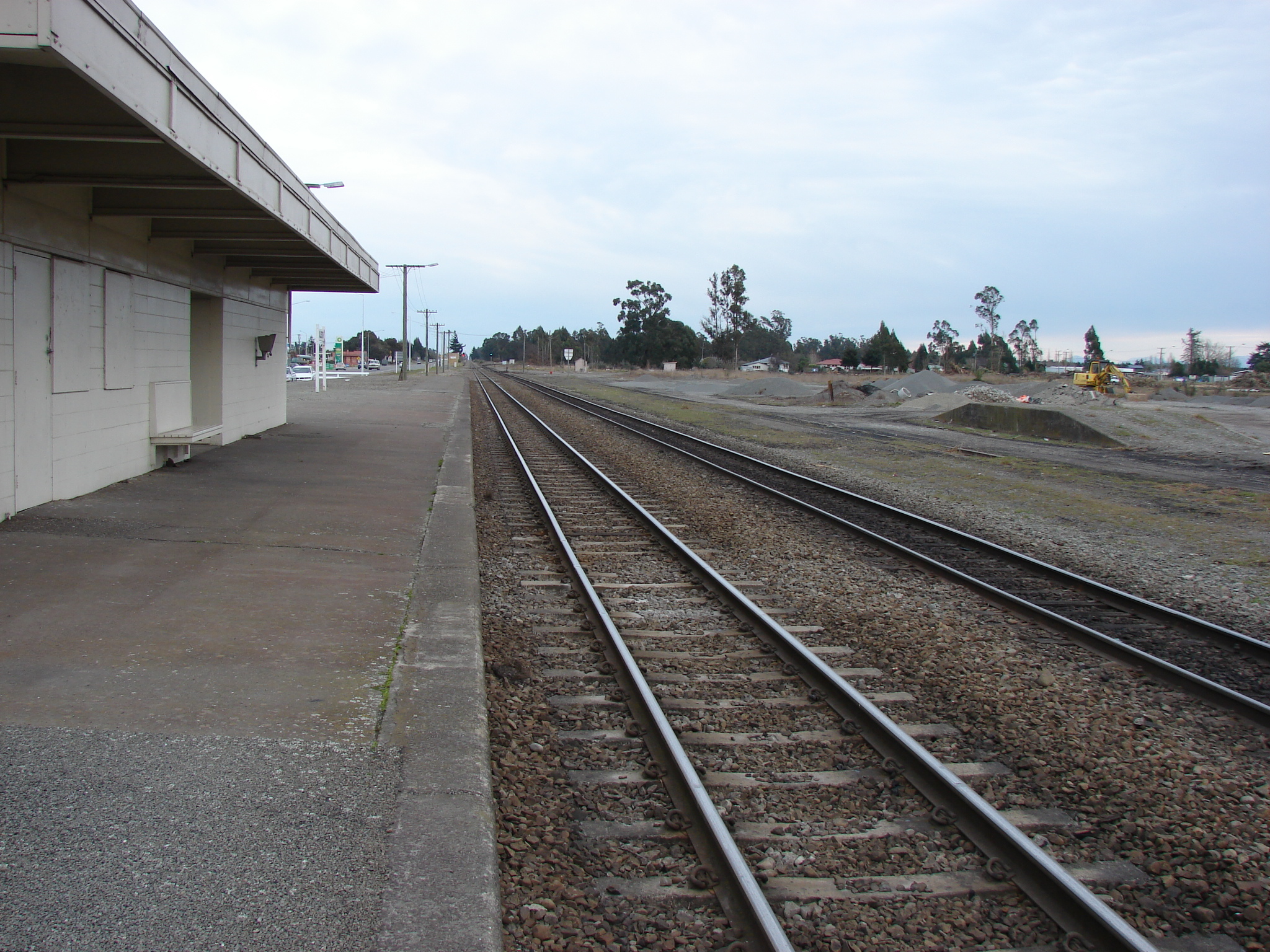
Bahnhof der Stadt

Rolleston ist eine Stadt im Selwyn District in der Region Canterbury auf der Südinsel von Neuseeland.

## Namensherkunft
Die Stadt wurde nach dem Politiker William Rolleston (1831–1903) benannt, der von 1868 bis 1876 Superintendent der Provinz Canterbury war.

## Geographie
Die Stadt befindet sich rund 22 km westsüdwestlich des Stadtzentrums von Christchurch und rund 10 km nordwestlich von Lincoln in der weiten Ebene der Canterbury Plains.

## Geschichte
Rolleston wurde gegründet als ein vorläufiger Endpunkt der Eisenbahnstrecke von Christchurch.

## Bevölkerung
Bis 1990 hatte der Ort weniger als 1000 Einwohner und nur wenig befestigte Straßen, wuchs danach aber stetig an. Zum Zensus des Jahres 2013 zählte die Stadt 9558 Einwohner, 92,8 % mehr als zur Volkszählung im Jahr 2006.

## Wirtschaft
In der Umgebung wird Wein angebaut, außerdem befindet sich hier ein Gefängnis, das "Rolleston Prison".

## Infrastruktur

### Straßenverkehr
Der New Zealand State Highway 1 tangiert die Stadt an seiner Nordseite und verbindet sie auf direktem Wege mit Christchurch.

### Schienenverkehr
Rolleston liegt an der Bahnstrecke Lyttelton–Invercargill, von der hier die Midland Line abzweigt. Die Eisenbahn erreichte den Ort 1876. Nachdem im Februar 2002 der Southerner eingestellt wurde, hält hier heute ausschließlich noch der TranzAlpine nach Greymouth. Sonst findet hier nur Güterverkehr statt.